# Сімакова
Сімако́ва (рос. Симакова) — присілок у складі Шадрінського району Курганської області, Росія. Входить до складу Краснонивинської сільської ради.
Населення — 7 осіб (2010, 22 у 2002).
Національний склад станом на 2002 рік: росіяни — 82 %.